# Sobekneferu
Sobekneferu fou segurament filla d'Amenemhet III i germana (germanastra) i esposa d'Amenemhet IV. El seu nom vol dir 'Sobek és tres vegades més bonic'. L'esmenta Manethó, i les llistes de Karnak i Saqqara, però no pas la llista d'Abidos. El seu nom de Sa-Ra fou Neferusobek (variants: Neferusobeksatra, Neferusobekshedty i Raneserusobek); el seu nom d'Horus fou Meritra; el nom Nebty Satsekhemnabtawy; el nom d'Horus d'or Djedetjau; i el seu nom Nesut Bity Sebekkara. Els grecs l'anomenen Skemiofris. El seu nom apareix també com a Biknebudyedetjau, Dedetkhe, Djedetkhaw, Escemiofris, Kasobekre, Meretre, Meritre, Merytra, Merytre, Nefrusobek, Satsekhemnebettawy, Sebekkare, Sebeknefrura, Sebeknefrure, Sebeknofiroure, Shedetsobknofrura, Shedetsobknofrure, Sitsekhem, Skemiophr, Sobeknefru i Sobkenophr.
En morir-se el seu marit, fou proclamada reina però, com era tradicional, ho fou com a regenta d'un menor d'edat, presumiblement un fill o parent proper d'Amenemhet IV. Així, se la suposa mare dels dos iniciadors de la dinastia XIII: Sobekhotep I i Sebenef. En el papir de Torí diu que va governar durant tres anys, deu mesos i vint-i-quatre dies vers 1790 aC a 1785 aC, tot i que alguns estudiosos afirmen que el seu regnat es va allargar fins als cinc anys.
Pel seu nom complet de Sa Ra (Sobekneferu Shedty), es creu que va participar en la creació d'un centre religiós a la regió de l'oasi del Faium, a la ciutat de Shedet (després Cocodrilòpolis). És probable que, sent el centre del poder polític a la regió de Faium on el déu cocodril Sobek era el més adorat, foren els religiosos de Sobek els que afavoriren la seva regència. La regió, a més, havia estat afavorida pels darrers reis i el seu poder econòmic havia crescut.
El seu regnat està testimoniat, a més de per les fonts esmentades, per restes físiques: un segell cilíndric amb el seu nom i el del seu pare Amenemhet III, i una inscripció a la segona cascada del Nil. El fragment d'unes estàtues (tres) de basalt es van trobar a Tell al-Daba (Àvaris), al delta oriental; en els fragments, s'observa que té pits i no porta falsa barba, cosa que demostra que era faraona, tot i ser dona. No es té cap constància de la seva imatge, amb la possible excepció d'una estatueta del Museu Metropolità de Nova York, que és esmentada en un article publicat fa pocs anys, en què es mostra una dona amb corona al cap i vestida amb una capa d'Heb Sed, però no se sap segur que li correspongui.
Va completar el temple mortuori del seu pare, on el seu nom apareix algunes vegades gravat en un arquitrau (en canvi, no apareix el d'Amenemhet IV).
La seva tomba no s'ha trobat. Se suposa que li correspondria la piràmide del nord a Mazghuna. Si fos així, hauria deixat l'àrea tradicional de Faium, per la més propera a Memfis de Mazghuna (al costat de Dashur). De fet, no se sap quina fou la seva capital.
Amb ella, es pot donar per acabada la dinastia XII.
Als quatre anys, fou proclamat rei Sobekhotep I, que va iniciar la dinastia XIII i el segon període intermedi.